# 인천일보
인천일보(仁川日報)는 인천광역시와 경기도에서 발간되는 수도권 유력 일간 신문이다. 1988년 7월 15일에 창간되었다. 인천본사와 경기본사로 나눠져 있다. 인천본사는 인천시 중구 인중로, 경기본사는 경기도 수원시 매교동에 위치하고 있다. 2018년 1월 2일 국내 지역언론사상 이례적으로 신문과 방송 융합시대의 막을 열면서 뉴미디어 운영 전환에 들어갔다. 유튜브 인천일보TV를 운영 중이다. 사람인 재무현황 공시에 따르면 여타 수도권 일간지 가운데 연매출이 지속적으로 상승하는 등 안정성이 높은 곳으로 평가되고 있다.
서울 지역 신문들이 전산 시스템을 도입하던 시기, 인천일보는 60년대 연활자 방식을 고수하면서 출발했다. 주조실에서는 납을 끓여 활자를 만들어냈고, 문선실에서는 글자 수대로 활자를 뽑아내 조판(組版) 과정을 거쳐야 했다. 곧 CTS(컴퓨터조판시스템)로 전환됐고, 몇 년 뒤 수십억원을 들여 윤전기를 최신식 초고속 칼러기로 바꾸었다. 2000년 7월엔 석간시스템을 조간으로 바꾸고 20면의 지면을 지금까지 발행해오고 있다.  동국제강 인천제강소 특정산업폐기물 불법 매립, 경기은행 퇴출 저지 로비 사건, 고잔동 유리섬유 불법 매립 사건, 인천 인현동 화재 참사, 환경오염에 중병 앓는 서해안 섬, 바닷모래 해법, 정부가 나서라, 인천공항 입국 비리사건, 금융기관 직원 지방세 황령 사건, 수도권 매립지 10년, 비극은 시작됐다, 뉴코아 아울렛 '암구호 방송은 거짓말', 경찰 대형 새총으로 조준 공격, 인천시 교통카드 롯데그룹 특혜 의혹 연속보도, 사상 최대 규모의 KT&G 면세 담배 밀수사건, 천대미문의 신종 마약 '카트' 밀수사건 등 인천일보의 특종 기사들이었다.
재계 22위 대기업 '부영그룹'이 최대 주주다.

## 역대 사장
- 문병하 (1987~1994)
- 장재춘 (1994~1998)
- 유덕택 (1998~2000)
- 신화수 (2000~2004)
- 황호수 (2004~2005)
- 장사인 (2006~2007)
- 김정섭 (2007~2009)
- 박민서 (2009~2011)
- 정   홍 (2011~2013)
- 박길상 (2013~2015)
- 황보은 (2015~2019)
- 김영환 (2019~2023)
- 박현수 (2023~)

## 같이 보기
- 미추홀기 전국고교야구대회
- 경인일보